# DEEPBLUE
DEEPBLUE（ディープブルー）は、かつて存在していたアダルトゲームブランド。きみづか葵が原画を手がけた2002年発売の「Lost Passage」、2003年発売の「3LDK♥」はコンシューマー移植されるほどのヒット作となったが、2005年に発売した「兄妹」に関するトラブル（後述）を起こして間も無くホームページが閉鎖され、活動を停止した。「3LDK」を開発したTeam Silver Mittsは同じ年に独立し、桜月を立ち上げた。

## 作品一覧
- 背徳者の小夜曲
- Lost Passage
- 3LDK♥
- DEEPBLUEファンディスク 11人の胸キュンLOVE!（「Lost Passage」「3LDK」のファンディスク）
- 兄妹 〜ふたり〜

## 参加していた主なスタッフ
原画
- きみづか葵（Lost Passage、3LDK）

シナリオ
- 御子石大郁（Lost Passage、3LDK）
- 羽田ともなり（背徳者の小夜曲、兄妹 〜ふたり〜）

## 備考
- ほとんどの作品の著作権表示が「CandyHouse/DEEPBLUE」となっているが、CandyHouseとは株式会社ソフトガレージのアダルトゲームレーベルである。

- 「3LDK」ではモザイクをかけ忘れたCGがあったこと、「兄妹 〜ふたり〜」ではマニュアルに「高校生」と書かれていたことでいずれもコンピューターソフトウェア倫理機構の倫理規定に違反したとして自主回収し、「3LDK」はその後修正版が発売されたが、「兄妹」はそのまま発売中止になった（理由は不明）。また「兄妹」には「進藤瑞穂（委員長）」ルートで同じ日付を繰り返して無限ループに陥るというバグがあった。